# Gramada-Gletscher
Der Gramada-Gletscher (bulgarisch ледник Грамада lednik Gramada) ist ein 3 km langer Gletscher auf Smith Island im Archipel der Südlichen Shetlandinseln. Von den Südosthängen der Imeon Range fließt er östlich des Riggs Peak und südlich des Neofit Peak in südöstlicher Richtung zur Brashlyan Cove.
Bulgarische Wissenschaftler kartierten ihn 2008. Die bulgarische Kommission für Antarktische Geographische Namen benannte ihn im selben Jahr nach der Stadt Gramada im Nordwesten Bulgariens.